# 수원박물관
수원박물관은 수원시에서 운영하는 박물관이다. 영통구 이의동에 있다.
내부는 수원시의 역사를 주제로 한 수원역사박물관과 한국의 서예문화를 주제로 한 한국서예박물관으로 나뉘어있다.

## 연혁
- 2003.05.07 근당 양택동 서예유물 기증식
- 2003.08 수원시 박물관 건립 종합계획 수립
- 2003.09 박물관 건립 증기지방재정계획 반영
- 2004.01.16 사운 이종학 일제관련 사료 및 유물 기증식
- 2004.11.04 박물관 부지 도시관리계획 시설결정
- 2005.06.03 공유재산관리변경계획 의회 의결
- 2006.07.20 수원,화성박물관 착공
- 2006.09.07 기공식
- 2007.09.20 유물 기증식
- 2008.04.11 시설 건립공사_준공(건축물 사용 승인)
- 2008.09.11 문화교육관 증축
- 2008.10.01 수원역사박물관,한국서예박물관,사운이종학사료관 개관
- 2009.04.27 수원화성박물관 개관
- 2011.08.29 어린이체험실 확장 이전
- 2013.11.01 사운이종학사료관의 이전에 따른 전시실 내부공사로 임시휴관
- 2014.01.03 수원역사박물관, 한국서예박물관 재개관, 어린이교육실 신설

## 시설 현황
- 1층: 기획전시실, 열린자료실, 다목적실, 북카페, 어린이체험실
- 2층: 수원역사박물관, 한국서예박물관
- 3층(관리동) : 자료실, 문화교육관

## 관람 안내
- 관람시간 : 오전 9시 ~ 오후 6시
- 매표시간: 오전 9시 ~ 오후 5시 (관람종료 1시간전)

휴관일
- 매달 첫째 월요일에만 휴관
- 그밖에 시장이 정하는 휴관일